# Columba-I-Zwerggalaxie
Die Columba-I-Zwerggalaxie, kurz auch Columba I oder Columba 1 (kurz auch Col I dSph), ist eine im Jahr 2015 entdeckte Zwerggalaxie des Typs dSph im Sternbild Taube in der Lokalen Gruppe und eine der Satellitengalaxien der Milchstraße.

## Eigenschaften
Col I dSph besitzt einen Halblichtradius von {\displaystyle r_{h}=1,9_{-0,4}^{+0,5}} ′, was bei einer Entfernung von etwa 182 kpc einer Größe von (103 ± 25) pc entspricht.

## Weiteres
- Liste der Galaxien der Lokalen Gruppe